# Mieczysław Gładysz
Mieczysław Gładysz (ur. 9 lipca 1903 w Gołonogu k. Dąbrowy Górniczej, zm. 12 października 1984 w Krakowie) – etnograf, muzeolog, dyrektor muzeów w Gliwicach i Bytomiu, profesor Uniwersytetu Jagiellońskiego i Polskiej Akademii Nauk.

## Życiorys
Urodził się 9 lipca 1903 roku w Gołonogu k. Dąbrowy Górniczej jako najstarsze z dziewięciorga dzieci Piotra i Marii z Wartaków. Jako uczeń gimnazjum w Częstochowie i harcerz organizował w latach 1919–1920 pomoc na rzecz powstańców śląskich i plebiscytu z roku 1920, brał udział w wojnie z bolszewikami i w III powstaniu śląskim. Po ukończeniu gimnazjum w 1922 podjął pracę jako nauczyciel w szkołach powszechnych w Orzegowie (dziś dzielnica Rudy Śląskiej) i w Katowicach. W latach 1925–1927 redagował tygodnik dla młodzieży „Młody Polak” o tematyce patriotycznej, skierowane przede wszystkim do Ślązaków. Następnie podjął się redakcji dwóch nowych czasopism ilustrowanych: „Orląt” dla młodzieży i „Orlątek” dla dzieci – dział poświęcony zwyczajom ludowym powierzył ludoznawcy Sewerynowi Udzieli. W katowickiej rozgłośni Polskiego Radia wygłaszał pogadanki o tematyce śląskiej. Od 1929 do 1931 r. pracował jako kolektor  dla Muzeum Śląskiego w Katowicach, zbierając eksponaty z terenów Beskidu Śląskiego, Zaolzia, Opolszczyzny i Sudetów.
W 1929 rozpoczął studia humanistyczne na Uniwersytecie Jagiellońskim. Uczęszczał na wykłady z etnografii u Kazimierza Moszyńskiego, socjologię u Jana Stanisława Bystronia, filologię polską u Ignacego Chrzanowskiego i słowiańską u Kazimierza Nitscha, historię sztuki Słowian i ludów wschodniej Europy u Wojsława Molè oraz literaturę rosyjską u Wacława Lednickiego.
W 1931 został sekretarzem Komisji Śląskiej Towarzystwa Przyjaciół Nauk w Katowicach, powołanej w celu przygotowania materiałów do zainicjowanego przez PTK Słownika geograficznego państwa polskiego i ziem historycznie z Polską związanych. Wybuch II wojny światowej przerwał prace i tom poświęcony Śląskowi w granicach historycznych, zlecony Gładyszowi, nie ukazał się.
W tym samym roku rozpoczął systematyczne badania kultury ludowej pod kierunkiem Kazimierza Moszyńskiego, które prowadził na terenie całego Śląska do sierpnia 1939 r. W rezultacie powstały dwie wydane przez PAU monografie: Góralskie zdobnictwo drzewne na Śląsku oraz Zdobnictwo metalowe na Śląsku.
W lipcu 1939 jedenastoosobowa ekipa badawcza, złożona z etnografów, muzykologa, socjologia, dialektologa i rysownika zebrała w 10 miejscowościach ówczesnego województwa śląskiego łącznie z Zaolziem, materiały z podstawowych dziedzin kultury ludowej, potwierdzające polskość Śląska. Badania przerwał wybuch wojny. Po kampanii wrześniowej, w której brał czynny udział, Mieczysław Gładysz osiadł w Krakowie. Pracował w Obywatelskim Komitecie Pomocy, a w latach 1942–1944 w Wydziale Opieki Społecznej Zarządu Miejskiego. Przez cały czas utrzymywał kontakt z naukowcami śląskimi i przygotowywał plany pracy naukowej na czas powojenny.
W marcu 1945 roku został mianowany dyrektorem muzeum w Gliwicach, którym kierował do 1951. Prowadził prace poszukiwawcze i zabezpieczające muzealia oraz opuszczone rezydencje i pałace.
W 1947 obronił na UJ pracę magisterską pt. Stan i potrzeby nauki polskiej o Śląsku w zakresie etnografii i w tym samym roku rozprawę doktorską Góralskie zdobnictwo drzewne na Śląsku. Habilitował się w 1949 r. na podstawie pracy Zdobnictwo metalowe na Śląsku. W 1954 otrzymał tytuł profesora nadzwyczajnego.
W 1952 objął stanowisko dyrektora Muzeum Górnośląskiego w Bytomiu, na którym pozostał do 1960 roku.
Od 1955 kierował zespołem badaczy terenowych powołanym do prac nad Polskim Atlasem Etnograficznym. Żywe zainteresowanie muzeami i znajomość ich problematyki sprawiły, że powoływany był do rad muzealnych – Rady Muzeum Wsi Opolskiej w Opolu (1967–1979), Rady Naukowej Muzeum Górnośląskiego w Bytomiu (1979–1984), Rady Muzeum Tatrzańskiego (1973–1984), Muzeum Żup Krakowskich w Wieliczce (1974–1978), Muzeum Wsi Orawskiej w Zubrzycy Górnej (do 1984) i Radzie Muzealnej przy Zarządzie Okręgu PTTK w Krakowie (do 1960).
W 1959 r. zainicjował Międzynarodową Komisję do Badania Kultury Ludowej w Karpatach (od 1976 – także na Bałkanach). W 1970 r. zainicjował międzynarodowe wydawnictwo Etnografia narodów słowiańskich, do którego przygotował szczegółowy konspekt.
Dzięki jego staraniom w 1973 r. na Uniwersytecie Jagiellońskim powstało Podyplomowe Studium Muzeologiczne, którego program przygotował. Jako pierwsze w Polsce i jedno z nielicznych w Europie funkcjonowało do 1994 r. (wznowione, ze zmodyfikowanym programem, przy Instytucie Etnologii UJ w 2000 r.).
Zmarł 12 października 1984 w Krakowie; spoczywa na cmentarzu Rakowickim (kwatera M-3-51).

## Ordery i odznaczenia
- Krzyż Oficerski Orderu Odrodzenia Polski (1967)
- Złoty Krzyż Zasługi (22 lipca 1953)[2]
- Srebrny Krzyż Zasługi (18 stycznia 1946)[3]
- Medal Dziesięciolecia Odzyskanej Niepodległości (1930)

## Dorobek
Opublikowany dorobek Mieczysława Gładysza obejmuje 115 pozycji, przede wszystkim z etnografii Śląska i Karpat oraz muzealnictwa.

## Wybrane publikacje
- Góralskie zdobnictwo drzewne na Śląsku, Kraków 1935.
- Stan i potrzeby nauki polskiej o Śląsku w zakresie etnografii [w:] Stan i potrzeby nauki polskiej o Śląsku, red. R. Lutman, Katowice 1936.
- Zdobnictwo metalowe na Śląsku, Kraków 1938.
- Działalność naukowa etnograficznych placówek muzealnych w okresie powojennym, Etnografia Polska 2, 1959.
- Bibliografia etnografii Śląska w zarysie, współautor i red., Katowice 1966.
- Z zagadnień procesów kulturowych pogranicza etnicznego, ZNUJ T. 305, Prace Etnograficzne 6, 1972.
- Tradycja i współczesne przeobrażenia kultury wsi Beskidu Śląskiego, Etnografia Polska 28, zesz. 1, 1984.
- Polskie badania nad kulturą ludową Słowiańszczyzny Zachodniej w XIX wieku, ZNUJ. Prace Etnograficzne 30, 1992.